# Bisdom Syedra
Het bisdom Syedra  (Latijn: Dioecesis Syedrensis) (3e eeuw - 12e eeuw) was een bisdom in de Romeinse stad Syedra, in Klein-Azië. Vandaag is Syedra een ruïne in Turkije.

## Historiek
Het bisdom werd opgericht in de 3e eeuw, na het Edict van Milaan dat het christendom toeliet in het Romeinse Rijk. De bisschopszetel was de welvarende handelsstad Syedra, in de provincie Pamfylië. De bisschop van Syedra was suffragaanbisschop van de aartsbisschop van Side, een grotere handelsstad dan Syedra. Tijdens het bewind van Oost-Romeinen/Byzantijnen werden meerdere bisschoppen beschreven. Zo is bisschop Georgius van Syedra bekend die deelnaam aan het concilie van Trullo (692). Met het verval in de stad, vanaf de 11e eeuw, verdween ook het bisdom Syedra, meest waarschijnlijk in de loop van de 12e eeuw.

## Titulair bisdom
Vanaf de 20e eeuw reikte de rooms-katholieke kerk de titel van bisschop van Syedra uit als een eretitel.